# 보좌 주교
보좌주교(補佐主敎, 라틴어:  Episcopus auxiliaris)는 로마 가톨릭교회의 주교직 가운데 하나이다. 교구장 주교가 자신의 직무를 제대로 수행하지 못하는 경우나 교구의 관할 범위가 너무 광범위한 이유로 업무를 보다 원활하게 수행하기 위하여 교구장 주교를 보좌할 목적으로 추가로 임명되는 주교이다. 교회법에 따르면, 보좌주교는 부교구장 주교와는 달리 교구장 승계권을 갖지 못하며 교구장좌가 공석이 되면 새 교구장 주교가 취임할 때까지 총대리나 교구장 대리로서 갖고 있던 모든 권력과 특별권한만 보존한다.